# Biblioteca Belvedere-Tiburon
La biblioteca Belvedere-Tiburon es una biblioteca pública independiente que sirve a las comunidades de Belvedere y Tiburón, California. La biblioteca abrió sus puertas en 1997 en su emplazamiento actual de 1501 Tiburon Boulevard. La colección de la biblioteca consta de más de 200 000 libros, revistas, CD, DVD, vídeos y libros de audio.
Los servicios ofrecidos por la Biblioteca Belvedere-Tiburon incluyen programas para adultos y niños, acceso a Internet, una red inalámbrica, un sitio Web, bases de datos en línea, capacitación en informática. La biblioteca es miembro de los Recursos Marin y Red de Información automatizada (MARINet), un consorcio de bibliotecas financiadas con fondos públicos en el condado de Marin. Deborah Mazzolini ha sido el director de la Biblioteca Belvedere-Tiburon desde el año 1997.